# John Hubbard (1er baron Addington)
Pour les articles homonymes, voir John Hubbard.
John Gellibrand Hubbard, 1er baron Addington (21 mars 1805-28 août 1889), est un financier de la ville de Londres et un homme politique du Parti conservateur.

## Biographie
Hubbard est né à Stratford Grove, Essex, le fils de John Hubbard et de sa femme Marianne Morgan. Il est commerçant dans la ville de Londres à la tête de la société 'J. Hubbard & Co. ', marchands russes. Il est banquier de profession, sa famille a une entreprise à Saint-Pétersbourg, qui n'est pas strictement commerciale, et opère aussi à Londres. Il est directeur de Guardian Fire and Life Assurance Co. En 1838, il rejoint l'élite en tant que directeur de la Banque d'Angleterre, puis devient successivement sous-gouverneur puis gouverneur.
Convaincu que le capital et le revenu devraient être traités différemment, il fait pression sur le Parlement pour qu'il reconnaisse le traitement juridique de l'impôt sur le revenu uniquement sur les revenus du travail, ce qui est finalement obtenu en 1907. Il est président du Comité des prêts des travaux publics et du Trésor entre 1853 et 1875.
Hubbard est profondément intéressé par la religion et la Haute Église dans la tradition puseyite, mais il rejette le ritualisme. En 1863, il construit et dote l'église St Alban, Holborn, où il est également marguillier. Le père Mackonochie, un prêtre irlandais, utilise un rituel catholique qui n'est pas à son goût, ce qui provoque une lettre raide à l'évêque de Londres en 1868.
Hubbard est juge de paix et lieutenant adjoint pour le Buckinghamshire et la ville de Londres. De son vivant, Hubbard est actif dans le financement du réseau national d'écoles Woodard de Canon Nathaniel Woodard.
Hubbard est élu député de Buckingham aux élections générales de 1859. Il est réélu en 1865 mais lorsque la représentation de Buckingham est réduite à un député aux élections générales de 1868, il est battu. Il revient à la Chambre des communes à l'élection générale de 1874 quand il est élu comme l'un des quatre députés pour la ville de Londres, et occupe le siège jusqu'à ce qu'il soit créé baron Addington, d'Addington, Buckinghamshire, le 22 juillet 1887. Il est investi comme conseiller privé en 1874.
Hubbard est décédé à Addington Manor, dans le Buckinghamshire, à l'âge de 84 ans.

## Intérêts pour l'Europe
Hubbard a soutenu le réseau de Nathaniel Woodard, connu sous le nom d'écoles Woodard. Il a été l'un des signataires de la 1856 acte de création du St Nicholas College à Shoreham-by-Sea, une étape dans l'évolution du Shoreham College. Les autres bailleurs de fonds impliqués à ce moment-là étaient Alexander Beresford Hope, Lord Robert Cecil, Sir John Patteson and Henry Tritton,. Certains des fils de Hubbard ont fait leurs études au St Peter's College, à Radley, qui, sous la direction de Robert Corbet Singleton et de William Sewell, était déficitaire. Hubbard a joué un rôle majeur dans le sauvetage des finances de l'école lorsqu'ils se sont effondrés vers 1860, avec le remplacement de Sewell.
En 1863, Hubbard a construit et doté l'église St Alban, à Holborn. Le terrain a été donné par William Henry Leigh, 2e baron Leigh, et l'architecte était William Butterfield,.
Sur le conseil de William John Butler, Hubbard, en tant que patron, a nommé Alexander Mackonochie comme prêtre : il a été récemment associé à Charles Lowder à St George in the East dans le cadre d'un travail missionnaire, où il y a eu des perturbations et des scandales. Plus tard, il s'est opposé à l'usage que Mackonochie faisait de la cérémonie comme d'un rituel. Il a écrit à l'évêque de Londres à ce sujet en 1868. Mackonochie quitte l'église St Alban en 1882 ; sur la base d'un salaire symbolique, jusqu'à sa mort en 1913. Stanton avait été un ami universitaire de Henry Thornhill Morgan, fils de David Thomas Morgan.

## Famille
Hubbard épouse Maria Margaret Napier, fille du capitaine William Napier (9e Lord Napier) de Merchistoun, et d'Eliza Cochrane-Johnstone, le 19 mai 1837, et ils ont :
- Alice Eliza Hubbard (1841–1931)
- Egerton Hubbard (2e baron Addington) (1842–1915)
- Lucy Marian Hubbard (1845–1893)
- Cecil John Hubbard (1846–1926)
- Arthur Gellibrand Hubbard (1848–1896)
- Rose Ellen Hubbard (1851–1933)
- Evelyn Hubbard (1852–1934)
- Clemency Hubbard (1856–1940)

Ses trois fils, Egerton, Cecil John et Evelyn font leurs études au Radley College. Hubbard joue un rôle décisif dans le sauvetage des finances de l'école lors de leur effondrement en 1860. Il a effectivement refondé l'école en utilisant son sens des affaires pour augmenter les frais, augmenter les chiffres et financer les dettes. La même année où il est élevé à la pairie, l'école paye le dernier versement. Le baron Addington est un ami de Montagu Norman, un gouverneur de la Banque d'Angleterre, qui a également un lien étroit avec l'école.

## Héritage de l'entreprise
Selon Daunton, « Les Hubbard constituent une leçon de choses sur la façon de mal gérer l'héritage et la succession dans une entreprise familiale. Sur le plan organisationnel, Hubbard & Co. de Londres et W. E. Hubbard & Co. de Saint-Pétersbourg ont été fusionnés, et en 1897, la société Anglo-Russian Cotton Factories Ltd. a été créée. Mais l'entreprise connaît des difficultés financières, et a été soutenu par Stuart Rendel.